# Mistrzowie strongman: Irlandia
Mistrzowie strongman: Irlandia (angielski: Republic of Ireland's Strongest Man) – doroczne, indywidualne zawody siłaczy, organizowane w Irlandii od 2001 r.

## Mistrzowie
| Rok  | Mistrz         | Wicemistrz    | Drugi Wicemistrz |
| ---- | -------------- | ------------- | ---------------- |
| 2001 | Andrew Sheehan | Ray O’Dwyer   | Martin Keogh     |
| 2002 | Kevin Murray   | Paul Roberts  | Pat McNamara     |
| 2003 | Ray O’Dwyer    | Kevin Murray  | Pat McNamara     |
| 2004 | Paul Roberts   | Carl Waitoa   | Jason Reilly     |
| 2005 | Carl Waitoa    | Paul Roberts  | Chris Bowe       |
| 2006 | Jason Reilly   | Pat McNamara  | Daniel Troy      |
| 2007 | Jason Reilly   | Pat McNamara  | Daniel Troy      |
| 2008 | Jason Reilly   | Daniel Gannon | Ross Tweedy      |
| 2009 | James Fennelly | Daniel Gannon | Eoin Shanahan    |
| 2010 | James Fennelly | Martin Gallen | Eoin Shanahan    |